# Carl Woldemar Neumann
Carl Woldemar Neumann (* 9. September 1830 in Landau in der Pfalz; † 7. Februar 1888 in Regensburg) war ein Lokalhistoriker und bayerischer Offizier.

## Leben
Neumann trat 1840 dem Kadettenkorps München bei. In Regensburg war er ab 1859 als Oberleutnant und Platzadjutant, später als Hauptmann tätig. Im Jahr 1860 heiratete er Elise Kleinstäuber. 1872 musste er aufgrund seiner „schwachen Gesundheit“ den Dienst quittieren und konnte sich auf die Beschäftigung mit der Regensburger Geschichte konzentrieren.
Er widmete sich mit großer Leidenschaft der Erforschung der Lokalgeschichte. Viele seiner Manuskripte liegen im Archiv des Historischen Vereins und wurden in der Regensburger Bibliographie erfasst. Außerdem schrieb Neumann eine Reihe von Soldaten-, Heldenliedern und Balladen.
Ab 1877 war Neumann Ehrenbürger der Stadt Regensburg. Im Ostenviertel von Regensburg wurde eine Straße nach ihm benannt.

Er nahm sich 1888 das Leben und wurde auf dem Regensburger Lazarusfriedhof bestattet, dessen Fläche später im Stadtpark aufging. Der Grabstein ist dort noch erhalten.

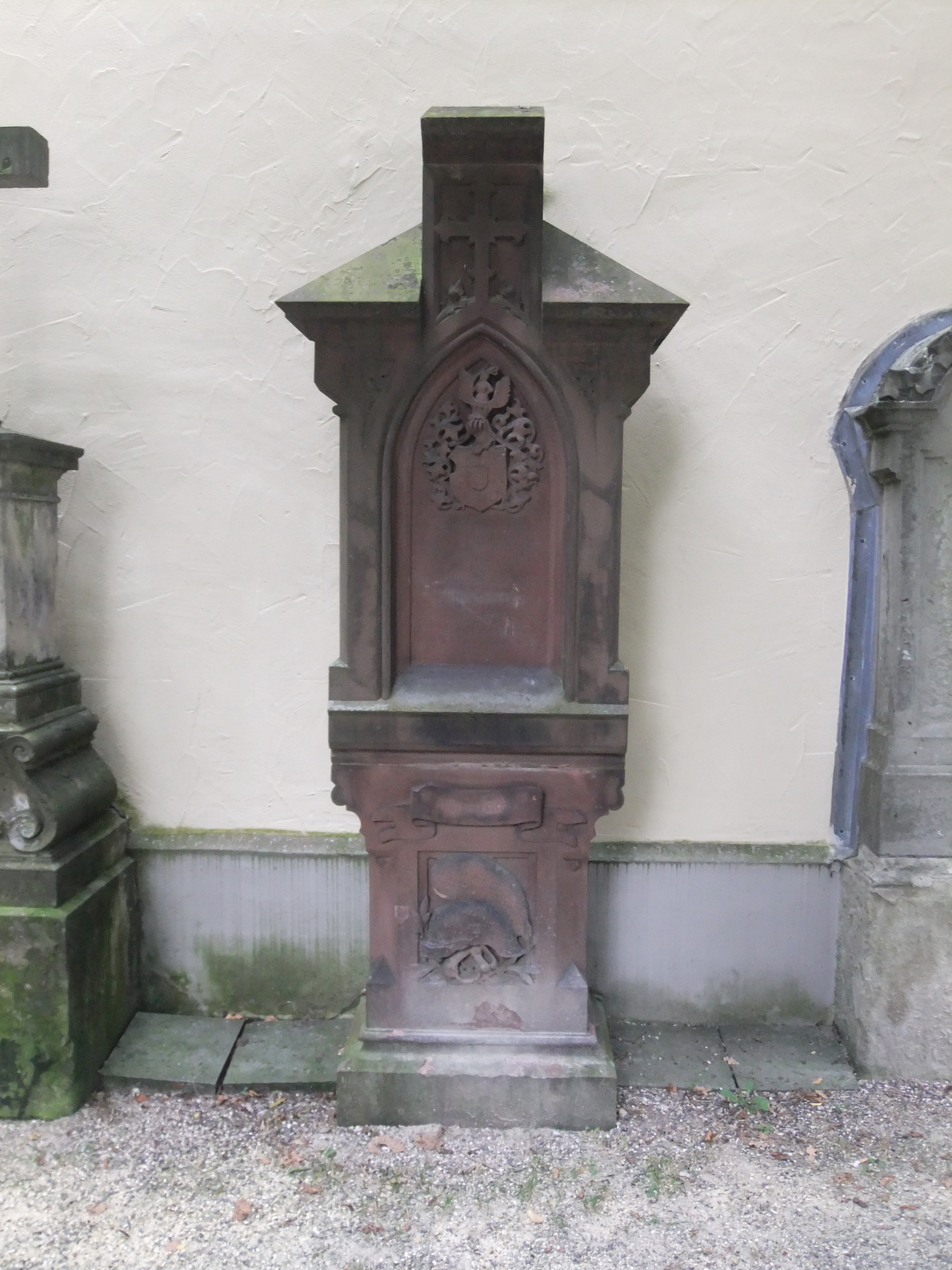
Grabstein von Carl Woldemar Neumann in Regensburg

## Werke
- Das Haus zum Riesen Goliath. 1861.
- Joseph Rudolph Schuegraf. Biographische Skizze. 1861.
- Die Dollingersage. 1862.
- Das wahre Sterbehaus Keplers. 1864.
- Keplers Wohnhaus zu Regensburg in den Jahren 1626 bis 1628. 1865.
- Die drei Dombaumeister Roritzer und ihr Wohnhaus. 1872.
- Goethe in Regensburg. 1877.
- Die Kaiser- und Fürstenherberge zum „Goldenen Kreuz“ in Regensburg. 1886.